# 徐敬業
徐敬業（636年—684年），曹州离狐县（今山东省鄄城县西南），因祖父英国公徐世勣被受賜國姓，改稱李勣，故徐敬業又稱李敬業，唐朝將領。太后武則天廢除唐中宗，改立唐睿宗，又臨朝稱制，敬業起事聲討武太后，武太后剥夺敬業的國姓，命稱「徐敬業」，又命揚州總管李孝逸討平敬業，敬業敗死。
敬業起兵時，由幕僚駱賓王寫了著名的檄文《為徐敬業討武曌檄》以號召天下。

## 生平
敬業從小善騎射，有才智。因父李震早死，敬業直接承袭了祖父的英国公爵位，曾任眉州刺史，後坐事被眨為柳州司馬。武太后廢唐中宗李顯為庐陵王，立李旦為帝，由武太后臨朝稱制。敬業與其弟徐敬猷、唐之奇、杜求仁、駱賓王等人，在684年九月起兵於揚州，敬業自稱為「匡復府大将军」，领扬州大都督，以勤王，匡扶李顯復位為名出師。
敬業起兵，士卒很快增至十餘萬人。武太后遣梁郡公李孝逸為主帥，魏元忠為副帥統兵三十萬征討。徐敬業手下魏思溫建議直攻東都洛城，而薛璋則勸先南進常州、潤州（今江蘇鎮江）。徐敬業聽從薛璋意見，先南渡長江攻陷潤州，再北向與李孝逸戰於高郵，徐敬業初戰獲勝，但久戰兵疲，十一月李孝逸以火攻大敗敬業軍，敬業逃往潤州，為部下所殺，內亂结束。
后来贞元十七年（公元801年）吐蕃军到唐朝盐州时，吐蕃军中有将徐舍人，自称为徐敬业后人，不忘本国，并将包括僧人延素在内的俘虏千百人全部放归。

## 軼事
明馮夢龍編撰的《智囊全集》有「徐敬業」一節 ：唐高宗時，（眉州）蠻族群聚為賊寇，官軍前去討伐都失利，于是委任徐敬業為刺史前往處理。當地州衙派軍隊到城外迎接他，徐敬業讓他們全部返回城去，自己一個人騎著馬到了州府。賊寇听說新刺史來了，全部加強戒備以對付討伐。徐敬業到州上任之後，對此事一句也沒有問過，把其他事處理完畢，才說：“賊寇們都在何處？”州吏回答說：“都在南岸。”于是徐敬業就帶著一兩個副官渡河而往。見他如此行動，大家都很擔心害怕。 
賊寇們起初手持兵刃瞭望，看到了徐敬業所乘船中沒有伏兵，于是撤回，閉上營門躲起來。徐敬業上岸后，徑直走進營內去，告誡他們：“國家知道你們不過是抗議貪官污吏之苦，并沒有其他罪惡。你們都回家种田吧，走得晚的就要當賊盜處理了！”遣散完了士兵們，但把他們的頭目們叫到面前，責備他們何不早向官軍投降，讓副官把他們打了幾十下板子，就把他們打發走了，從此全州境內秩序井然。 
徐敬業的祖父英國公徐勣听說后，稱敬業的膽子真大，他又說：“就是我去，也沒有這麼厲害。然而將來使我家破人亡的，必定是這個孩子！”

## 延伸阅读
[在维基数据编辑]
 《新唐書·卷093》，出自《新唐書》